# 中国人民大学国际关系学院
中国人民大学国际关系学院，簡稱人大國關，是中国人民大学的下属学院，前身为中国人民大学外交系，1950年创立，现任院长为杨光斌，副院长为黄大慧。

## 历史
中国人民大学是中国大陆最早开展国际问题和政治学教学研究的大学之一。1950年中国人民大学建校之初就设置了外交系，并下设国际法、外交通史、国际关系与中国外交政策等教研室。同一时期建立的马列主义基础教研室则注重政治学基础理论和政治学说的教学和科研，并对苏联东欧国家的政治经济情况展开研究。1954年成立的政治学系对校内政治学科和国际问题的教学研究进行了首次整合，学科建设和人才培养有较大发展。
1964年5月，根据中国政府总理周恩来的命令和中共中央《关于加强国际问题研究的决定》，由中国教育部批准，政治学系改建为国际政治系，这是中国大陆最早开展国际关系教学研究的三大学系之一。同时建立的苏联东欧研究所则位列中国当时的10大地区问题研究机构之首。
1978年后，中国人民大学国际政治系在整个80年代经历了学科建设、专业设置和学位授予方面的发展，国际问题和政治学门类下的本科专业以及硕士和博士专业点增多。
2000年4月，中国人民大学在原国际政治系、东欧中亚研究所、欧洲问题研究中心的基础上组建了新的国际关系学院。次年6月，校内政治学相关专业的教师和学生又进入了国际关系学院。至此，国际关系学院形成了目前这种四个学系、三大研究所、一个全国重点科研基地以及若干个研究中心共同组成的结构安排和学术配系。 

## 基本状况
国际关系学院目前是中国大陆规模最大、层次最全的国际问题和政治学人才培养和高水平的科研基地之一。现有在校生近千人，博士研究生105多人，硕士研究生220多人，本科生450人，港澳台学生12名，其他类型的研究生约200人，其中有来自10多个国家的近100名外国留学生。
中国人民大学国际关系学院下设国际政治系、外交学系、国际政治经济学、政治学系、中国政治研究所、世界社会主义研究所、东欧中亚研究所和欧洲问题研究中心等8个教学研究单位；并以项目运作的方式组合在职或兼职的教学研究人员，建立了美国研究中心、东亚研究中心、联合国研究中心、联合国教科文组织研究中心、国际能源战略研究中心以及比较国际政治经济研究所、国际事务研究所和公务员研究所等开放性研究机构。
学院设有图书资料馆、网络计算机室和国际政治经济模拟实验室等教学科研辅助机构，其中图书资料馆共有中文藏书3万余册，外文藏书5千册，中外文期刊近百种。
全院现有教职工74人，其中教授26人，副教授26人，讲师17人，行政人员10人，另聘有兼职教授20多人。其中包括博士生导师22人，硕士生导师50人。

## 下属机构

### 教学机构
- 国际政治系
- 外交学系
- 国际政治经济学系
- 政治学系
- 世界社会主义所
- 东欧中亚研究所
- 中国政治研究所
- 欧洲问题研究中心
- 专业英语教室

### 研究机构
- 国际能源战略研究中心
- 国际事务研究所
- 联合国研究中心
- 美国研究中心
- 东亚研究中心
- 公务员研究所
- 比较政治经济研究所
- 联合国教科文研究中心

### 教学辅助机构
- 行政事务办公室
- 教务科
- 党委办公室
- 团委办公室
- 图书资料室
- 网络信息中心

## 知名教授
- 金灿荣
- 时殷弘
- 宋新宁
- 金正昆
- 黄嘉树
- 张鸣
- 杨光斌
- 张小劲
- 徐之明
- 翟东升

## 专业设置
国际关系学院是中国配套最为齐全的国际问题和政治学教学科研机构之一，现有博士研究生专业8个、硕士研究生专业8个、本科生专业3个，此外还有MPA专业的外事管理方向。

### 本科专业
①国际政治
②外交学
③政治学与行政学
此外有两个专业方向：
①政治学与行政学（政党政治方向）
②国际政治（国际经济学方向）

### 硕士研究生专业
①国际政治，研究重点包括：国际政治经济学、欧洲政治与经济、东欧中亚政治、国际组织；
②国际关系，研究重点包括：国际关系理论与实践、当代国际关系、国际战略；
③外交学，研究重点包括：外交学理论与实践、中国对外关系与对外政策、外交决策；
④政治学理论，研究重点包括：政治学思想与政治学理论、比较政治研究；
⑤中外政治制度，研究重点包括：比较政治制度研究、中国政治制度、西方政治制度；
⑥中国政治，研究重点包括：中国政府与政治，中国宪政与政党制度
⑦科学社会主义与国际共产主义运动，研究重点包括：当代国际共运、科学社会主义理论与实践、世界社会主义。
⑧世界经济，研究方向有：俄罗斯东欧中亚经济研究、当代世界经济研究、转型经济研究；

### 博士研究生专业
①国际政治，研究重点包括：国际政治理论思想、国际政治经济学、欧洲政治经济研究、美国问题研究；
②国际关系，研究重点包括：国际关系理论与实践、当代国际关系、大国关系；
③外交学，研究重点包括：中国对外关系、当代中国外交战略、外交决策、美国对外关系与对外战略、政党外交；
④政治学理论，研究重点包括：政治学理论、中国现代政治思想史、中国近代民众政治意识与乡土文化、西方政治思想史、当代西方政治思潮
⑤中外政治制度，研究重点包括：比较政治制度、中国近现代政治制度、政党与政党制度比较；
⑥中国政治，研究重点包括：中国乡村政治与文化、政治发展与制度变迁、台湾问题研究、当代中国政治；
⑦科学社会主义与国际共产主义运动，主要研究方向有：当代世界社会主义、当代国际共产主义运动、当代世界经济与政治、科学社会主义的理论与实践、政体比较研究。
⑧世界经济，主要研究方向有：俄罗斯东欧中亚经济、当代世界经济；